# Kylmyyteen
Kylmyyteen (finnisch, dt. „In die Kälte“) ist eine 2021 gegründete Funeral- und Atmospheric-Doom-Band.

## Geschichte
Kylmyyteen wurde von den Musikern der Band Hiljaisuus Vajoaa als weitere gemeinsame Band initiiert. Das Trio, bestehend aus dem Bassisten Ojanperä, dem Sänger und Schlagzeuger Korpi und dem Sänger und Gitarristen Särkkä, debütierte 2022 mit dem Download-Album Yö istui viereeni über Bandcamp im Selbstverlag.

## Stil
Mit Kylmyyteen spielen die Musiker einen Stil der sich verstärkt von der experimentellen und freien Variante des Funeral Doom, den sie mit Hiljaisuus Vajoaa spielen, abhebt und einem traditionellen atmosphärischen finnischen Funeral-Doom-Stil, in der Traditionslinie der Ur-Vertreter Thergothon und Skepticism nachgeht. Im Vergleich mit Hiljaisuus Vajoaa agiert die Band stimmungsvoller mit dieser Traditionslinie, „wobei es eine noch mitreißendere und reinere Darbietung einer spontanen und ungezwungenen Interpretation des Subgenres“ bietet.

## Diskografie
- 2022: Yö istui viereeni (Download-Album, Selbstverlag)